# Schopfheim
Schopfheim (alem. Schopfe) – miasto w Niemczech, w kraju związkowym Badenia-Wirtembergia, w rejencji Fryburg, w regionie Hochrhein-Bodensee, w powiecie Lörrach, siedziba wspólnoty administracyjnej Schopfheim. Leży ok. 15 km od Lörrach. Przez miasto przepływaja rzeki Wiese i Kleine Wiese.

## Dzielnice
- Eichen
- Enkenstein
- Fahrnau
- Gersbach
- Kürnberg
- Langenau
- Raitbach
- Wiechs

## Polityka
Ostatnie wybory samorządowe odbyły się 13 czerwca 2004, w radzie miasta zasiada 26 radnych.
| Partia             | % głosów | Porównanie | Ilość radnych |
| ------------------ | -------- | ---------- | ------------- |
| Bezpartyjni        | 35,6%    | +9,2%      | 9             |
| CDU                | 25,8%    | –12,4%     | 7             |
| SPD                | 20,1%    | –1,3%      | 5             |
| Związek 90/Zieloni | 10,9%    | +2,7%      | 3             |
| Bürgerliste        | 7,6%     | +7,6%      | 2             |

## Współpraca
Miejscowości partnerskie:
- Dikome, Kamerun od 2000
- Kleinmachnow, Brandenburgia od 1996
- Poligny, Francja od 1967
- Ronneby, Szwecja od 1987

## Osoby

### urodzone w Schopfheim
- Nicole Grether (ur. 17 października 1974), niemiecka badmintonistka
- Björn Kern (ur. 22 kwietnia 1978), pisarz
- Max Josef Metzger (ur. 3 lutego 1887, zm. 17 kwietnia 1944), kapłan, pacyfista
- Gisela Oeri (ur. 8 listopada 1945), prezes FC Basel
- Max Picard (ur. 5 czerwca 1888, zm. 3 października 1965 w Sorengo), szwajcarski pisarz